# Raphaël Gesqua
 (mai 2013).
Si vous disposez d'ouvrages ou d'articles de référence ou si vous connaissez des sites web de qualité traitant du thème abordé ici, merci de compléter l'article en donnant les références utiles à sa vérifiabilité et en les liant à la section « Notes et références ».
 (avril 2024).
 (avril 2024).
Raphaël Gesqua est un compositeur, arrangeur et sound designer, né le 11 février 1972 à Paris.

## Biographie
La carrière professionnelle de Raphaël Gesqua débute dans le milieu du jeu vidéo, au début des années 1990, sous son nom réel, après s'être fait connaître dans le milieu de la Demoscene 16 bits, sous le pseudonyme, adopté en 1989, de Audiomonster.
Le compositeur débute en travaillant avec Paul Cuisset, pour qui il arrangera la bande originale du célèbre jeu vidéo Flashback: The Quest for Identity, pour le Commodore Amiga, en 1992.
Il travaillera également par deux fois avec Pierre Adane, de la société Ocean Software, créateur, entre autres, de la série de jeux vidéo Top Spin, pour qui il composera les bandes originales du jeu vidéo Snow Bros, pour Commodore Amiga, en 1991 (mis à disposition du public en 2006), puis en 1993, le jeu vidéo de plate-forme Mr. Nutz, sur Super Nintendo, Mega Drive/Genesis et Nintendo Gameboy.
La collaboration avec Paul Cuisset se poursuit, le compositeur composera et arrangeant ensuite les musiques des jeux vidéo Shaq Fu, Fade To Black et Moto Racer, en tant que directeur sonore de la société Delphine Software International.
Fade To Black et Moto Racer verront également, outre leur musique, leurs bruitages entièrement réalisés par Raphaël Gesqua.[réf. souhaitée]
Après la période Delphine Software International, Raphaël Gesqua reprendra son statut de compositeur indépendant, et créera ainsi les bandes originales, bruitages et les voix de divers titres[réf. nécessaire], de Marvel Super Heroes 3D à Code Lyoko : Plongez vers l'infini, Western Heroes/Gunslingers, en passant par Horse Life, les séries DodoGo!, Pop Island (en), Cocoto et de nombreux autres titres.
La musique de Pop Island (Odenis Studio) lui vaudra une nomination, en 2009, aux Milthon du jeu vidéo, dans la catégorie Meilleure Bande Son.
Il composera également les musiques de Glory Days (Super Army War) et Glory Days 2, pour lequel il obtiendra 2 nominations sur le site IGN, en 2007[réf. nécessaire], dans la catégorie Meilleure Bande Originale, face à The Legend of Zelda: Phantom Hourglass ainsi que dans la catégorie Meilleure Utilisation du Son.
À partir de 2003, le compositeur entame sa carrière dans le cinéma, et rencontre puis collabore avec plusieurs réalisateurs tels que Fabrice Blin, Thomas Lesourd, Christophe Monier, ou encore Julien Maury et Alexandre Bustillo, pour ensuite composer la bande originale du premier long-métrage du duo, à savoir À l'intérieur[réf. nécessaire]. Une divergence artistique avec les producteurs, mettra fin à leur collaboration.
En 2011, Raphaël Gesqua signe sa première bande originale de long-métrage de cinéma avec le film Livide, produit par La Fabrique 2, et sorti en salles en France le 7 décembre 2011.
En 2013, le compositeur travaille à nouveau avec le réalisateur Fabrice Blin, sur son long-métrage documentaire Super 8 Madness retraçant la genèse du cinéma Super 8 fantastique, en France.
Toujours en 2013, il compose la musique d'une nouvelle licence anglaise de jeux vidéo, Nimnims de Mickim Games.
En 2014, il travaille sur le film Aux yeux des vivants.
La même année et toujours pour le tandem Maury-Bustillo, Raphaël Gesqua compose la musique du segment X for Xylophone de l'anthologie de films ABCs of Death 2, production américaine.
En 2017, il compose pour France Télévision la musique du long-métrage documentaire Kirby at War, réalisé par Marc Azéma et Jean Depelley, et consacré à l'artiste Jack Kirby, à l'occasion du centenaire de sa naissance.
Également en 2017, le compositeur travaille avec l'éditeur-développeur allemand Playsnak, et compose le thème principal et plusieurs autres pièces pour le jeu vidéo Neon Seoul Outrun.
En 2018, Raphaël Gesqua retrouve Christophe Monier pour composer la musique de son film Une Grenade sous la Chemise.
Toujours en 2018, le compositeur est engagé par la société Microïds pour ré-orchestrer et composer de nouveaux thèmes inédits pour le remake du jeu vidéo Toki, et pour également en réaliser le sound design.
Enfin, en 2018, Raphaël Gesqua est nommé "Membre d'honneur" par l'association MO5.COM, en tant que personnalité du monde du jeu vidéo soutenant leur initiative.
En 2019, le compositeur est engagé par la société Color Dreams Productions pour composer la musique de L'Araignée rouge de Frank Florino.
En 2019, Raphael Gesqua devient membre du grand jury de l'école de jeu vidéo, Isart digital.
En 2020, il compose la musique du long-métrage La Chose Derrière la Porte, réalisé par Fabrice Blin, ainsi que celle de Première Ligne de Francis Renaud.
Toujours en 2020, le compositeur retourne dans le monde du documentaire pour composer la musique de Jack Kirby, le super-héros du D-Day, séquelle de La Guerre de Kirby toujours réalisé par Marc Azéma et Jean Depelley.
La même année, il compose la musique du long-métrage The Deep House.
En 2021, il compose la musique du jeu vidéo Astérix et Obélix : Baffez-les tous !, dont il réalise également le sound design et une partie des voix.
Durant l'année 2022, Gesqua compose et ré-arrange la musique du jeu vidéo New Joe & Mac, dont il réalise également le sound design et les voix.
La même année, il retrouve Paul Cuisset après 25 ans, pour composer la musique du jeu vidéo Flashback 2.
En 2023, Raphaël Gesqua compose la musique du film Le mangeur d'âmes, et celle du jeu vidéo Astérix et Obélix : Baffez-les tous ! 2, dont il realise également le sound design.

## Discographie
- 1996: Mega Video Game Music - Volume 1[19] (compilation musicale de musique de jeux vidéo, incluant Mr. Nutz et Fade To Black)
- 1996 : Fade To Black (bande originale du jeu vidéo - Sony Music & Delphine Records)
- 2014 : Aux Yeux des Vivants[20] (bande originale du film - MovieScore Media)
- 2017 : Livide[21] (bande originale du film - Kronos Records)

## Filmographie

### Longs-métrages
- 2006 : À l'intérieur de Julien Maury et Alexandre Bustillo
- 2011 : Livide de Julien Maury et Alexandre Bustillo
- 2013 : Super 8 Madness de Fabrice Blin et Vincent Leyour
- 2014 : Aux yeux des vivants d'Alexandre Bustillo et Julien Maury
- 2014 : ABCs of Death 2 (segment X is for Xylophone) d'Alexandre Bustillo et Julien Maury
- 2016 : Ce Sang Qui Va Couler de Christophe Monier
- 2017 : La Guerre de Kirby de Marc Azéma et Jean Depelley
- 2019 : L'Araignée rouge de Frank Florino
- 2020 : Jack Kirby - Le Super-Héros du D-Day de Marc Azéma et Jean Depelley
- 2020 : Première Ligne de Francis Renaud
- 2021 : The Deep House de Julien Maury et Alexandre Bustillo
- 2023 : La chose derrière la porte de Fabrice Blin
- 2024 : Le Mangeur d’âmes de Julien Maury et Alexandre Bustillo

### Courts-métrages
- 2003 : Pizza à l'œil de Julien Maury
- 2005 : Pedro de Julien Maury
- 2005 : Ligne de Vie de Bruno Marion
- 2005 : Territoire Interdit de Christophe Monier
- 2007 : AEDEA de Manuel Garcia Pou
- 2007 : Monsieur Méchant de Fabrice Blin
- 2008 : Fausse Publicité Leader Price de Kevin Lecomte
- 2008 : Quand Maman Sera Partie de Christophe Monier
- 2009 : Les Combattants Bleus de Christophe Monier
- 2010 : Mandragore de Fabrice Blin
- 2018 : Une Grenade sous la Chemise de Christophe Monier

### Série
- 2007 : Howard - Tome 1, créé par Thomas Lesourd
- 2008 : Howard - Tome 2, créé par Thomas Lesourd

## Jeux vidéo
- 2022 : Flashback 2 (PS5,PS4, Xbox One, Xbox Series, Nintendo Switch, Steam)
- 2022 : New Joe & Mac (PS4, Xbox One, Nintendo Switch, Steam)
- 2021 : Astérix et Obélix : Baffez-les tous ! (PS4, Xbox One, Nintendo Switch, Steam)
- 2018 : Toki (Nintendo Switch)
- 2017 : Neon Seoul Outrun (Steam)
- 2015 : NimNims (iOS, Android, OSX, Windows)
- 2014 : Fish & Sharks (iOS)
- 2013 : Hidden Path of Faery (iPad)
- 2012 : Rising Board 3D (Nintendo 3DS)
- 2012 : Horses 3D (Nintendo 3DS)
- 2011 : "Cocoto Kart Racer 2" (Nintendo Wii)
- 2011 : DodoGo! Robo (Japanese version - Nintendo DSi)
- 2011 : DodoGo! Robo (Nintendo DSi)
- 2011 : Glory Days - Tactical Defense (Nintendo DSi)
- 2011 : DodoGo! (Japanese version - Nintendo DSi)
- 2011 : Gunslingers (Nintendo Wii)
- 2011 : Rising Board (iPhone)
- 2011 : Hidden Path of Faery (PC)
- 2010 : Marvel Super Heroes 3D - Grandmaster Challenge (Nintendo Wii)
- 2010 : Pop Island - Paperfield (Nintendo DSi)
- 2010 : Western Heroes (Nintendo Wii)
- 2010 : Cocoto Magic Circus HD Online (iPad)
- 2010 : DodoGo! Challenge (Nintendo DSi)
- 2010 : Cocoto Magic Circus (iPhone)
- 2010 : DodoGo! (Nintendo DSi)
- 2010 : Cocoto Kart HD Online! (iPad)
- 2010 : Horse Life Adventures (Nintendo Wii)
- 2009 : Cocoto Kart Online (iPhone)
- 2009 : Heracles Chariot Racing (Sony PSP)
- 2009 : Heracles Chariot Racing (Nintendo Wii)
- 2009 : "Cocoto Surprise" (Nintendo Wii)
- 2009 : "Kick Party" (Nintendo Wii)
- 2009 : "Cocoto Festival" (Nintendo Wii)
- 2009 : "Pop Island" (Nintendo Wii)
- 2009 : "Cocoto Platform Jumper" (Nintendo Wii)
- 2009 : "Faceez" (Nintendo DSi)
- 2008 : "Cocoto Kart Racer" (Nintendo Wii)
- 2008 : "Cocoto Fishing Master" (Nintendo Wii)
- 2008 : "Horse Life - Amis pour la vie" (Nintendo Wii)
- 2008 : "Code Lyoko - Quest for Infinity" (Sony PSP)
- 2008 : "Glory Days - Attack Hero" (Nintendo DSi)
- 2008 : "Code Lyoko - Quest for Infinity" (Sony Playstation 2)
- 2008 : "Horse Life - Amis pour la vie" (PC CD-ROM)
- 2008 : "Cocoto Kart Racer" (Nintendo Wii)
- 2008 : "Touch Mechanic" (Nintendo DS)
- 2008 : "Ellen Whitaker's Horse Life" (PC CD-ROM)
- 2008 : "Bratz ponyz 2" (Nintendo DS)
- 2008 : "Code Lyoko - Fall of Xana" (Nintendo DS)
- 2008 : "Ellen Whitaker's Horse Life" (Nintendo Wii)
- 2008 : "Rebel Raiders - Operation Nighthawk" (Nintendo Wii)
- 2008 : "Fade To Black" (Sony Playstation 3)
- 2007 : "Glory Days 2" (Nintendo DS)
- 2007 : "Cocoto Kart Racer" (PC CD-ROM)
- 2007 : "Bratz Ponyz" (Nintendo DS)
- 2007 : "Cocoto Magic Circus" (Nintendo Wii)
- 2007 : "Cocoto Racers" (Nintendo DS)
- 2007 : "Heracles Chariot racing" (Sony Playstation 2)
- 2007 : "Cocoto Platform Jumper" (Nintendo Game Boy Advance)
- 2007 : "Code Lyoko - Quest for Infinity" (Nintendo Wii)
- 2006 : "Arthur and the Invisibles" (Nintendo DS)
- 2006 : "Cocoto Kart Racer" (Nintendo Game Boy Advance)
- 2006 : "Heracles Battle with the Gods" (Nintendo DS)
- 2006 : "Heracles Battle with the Gods" (PC CD-ROM)
- 2006 : "Heracles Battle with the Gods" (Sony Playstation 2)
- 2006 : "Noddy and the Magic Book" (Sony Playstation 2)
- 2006 : "Minna de Wai Wai Kokoto Kart" (Nintendo DS)
- 2006 : "Legend of the Dragon" (Nintendo Wii)
- 2006 : "Legend of the Dragon" (Sony PSP)
- 2006 : "Legend of the Dragon" (Sony Playstation 2)
- 2006 : "Postman Pat and the Greendale Rocket" (Nintendo Game Boy Advance)
- 2006 : "Cocoto Fishing Master" (Sony Playstation 2)
- 2006 : "Crazy Frog Racer 2" (Sony Playstation 2/PC CD-ROM)
- 2005 : "Franklin's Great Adventures" (Nintendo Game Boy Advance)
- 2005 : "Cocoto Kart Racer" (Nintendo DS)
- 2005 : "Franklin's Great Adventures" (Nintendo DS)
- 2005 : "Super Army War" (Nintendo Game Boy Advance)
- 2005 : "Franklin - A Birthday Surprise" (Nintendo Gamecube)
- 2005 : "Glory Days" (Nintendo Game Boy Advance)
- 2005 : "Franklin - A Birthday Surprise" (Sony Playstation 2)
- 2005 : "Cocoto Funfair" (Nintendo Gamecube)
- 2005 : "Crazy Frog Racer" (Sony Playstation 2/PC CD-ROM)
- 2005 : "Cocoto Funfair" (Sony Playstation 2/PC CD-ROM)
- 2005 : "Fastlane Carnage" (PC CD-ROM)
- 2005 : "Rebel Raiders - Operation Nighthawk" (Sony Playstation 2)
- 2005 : "Rebel Raiders - Operation Nighthawk" (PC CD-ROM)
- 2004 : "Cocoto Kart Racer" (Nintendo Gamecube)
- 2004 : "Cocoto Kart Racer" (Sony Playstation 2)
- 2004 : "Cocoto Platform Jumper" (Nintendo Gamecube)
- 2004 : "Mouse Trophy" (Sony Playstation 2/PC CD-ROM)
- 2003 : "Cocoto Platform Jumper" (Sony Playstation 2)
- 2002 : "Sharp Shooter" (PC CD-ROM)
- 2002 : "Taxi 3" (PC CD-ROM)
- 2002 : "Planet of the Apes" (Sony Playstation)
- 2002 : "Cars’n’Girls" (unreleased) (Sony Playstation 2/PC CD-ROM)
- 2001 : "Scape" (unreleased) (PC CD-ROM/Sega Dreamcast)
- 2001 : "Trackdown" (unreleased) (PC CD-ROM/Microsoft Xbox)
- 2001 : "Dark Stone - Evil Reigns" (Sony Playstation - Delphine logo music only)
- 2001 : "H2Overdrive" (unreleased) (Sony Playstation 2)
- 2001 : "Moto Racer 3" (PC CD-ROM - Delphine logo music only)
- 2001 : "Planet of the Apes" (PC CD-ROM)
- 2000 : "Moto Racer World Tour" (Sony Playstation - Sound effects and Delphine logo music only)
- 1999 : "Paperland Cousteau" (unreleased) (PC CD-ROM)
- 1999 : "Dark Stone - Evil Reigns" (PC CD-ROM - Delphine logo music only)
- 1999 : "Mr. Nutz" (Nintendo Game Boy Color)
- 1998 : "Moto Racer 2" (Sony Playstation/PC CD-ROM - Sound effects and Delphine logo music only)
- 1997 : "Moto Racer" (Sony Playstation)
- 1997 : "Fade to Black (jeu vidéo)" (Japanese version - Sony Playstation)
- 1997 : "Moto Racer" (PC CD-ROM)
- 1996 : "Fade to Black (jeu vidéo)" (Original videogame CD soundtrack)
- 1996 : "Mega Video Game Music" (Music compilation)
- 1996 : "Fade to Black (jeu vidéo)" (Sony Playstation)
- 1995 : "Shaq Fu" (Sega Game Gear)
- 1995 : "Shaq Fu" (Commodore Amiga)
- 1995 : "Fade to Black (jeu vidéo)" (PC CD-ROM)
- 1994 : "Mr. Nutz" (Japanese version - Nintendo Super Famicom)
- 1994 : "Mr. Nutz" (Nintendo Game Boy)
- 1994 : "Mr. Nutz" (Sega Genesis/Mega Drive)
- 1994 : "Shaq Fu" (Sega Genesis/Mega Drive)
- 1994 : "Shaq Fu" (Super Nintendo)
- 1993 : "Mr. Nutz" (Super Nintendo)
- 1993 : "Jimmy's Fantastic Journey" (Commodore Amiga)
- 1992 : "Flashback (jeu vidéo, 1992)" (Commodore Amiga)
- 1991 : "Snow Bros" (unreleased) (Commodore Amiga)

## Nominations et récompenses
- Première nomination sur IGN en 2007 (Meilleure bande originale)(anglais).
- Seconde nomination sur IGN en 2007 (Meilleure utilisation du son)(anglais).
- « Nomination aux Milthon 2009 (Meilleure bande son)(anglais). »(Archive.org • Wikiwix • Archive.is • Google • Que faire ?)
- Nomination aux Soundtrack Geek Awards 2015 (Meilleure musique de film d'horreur)(anglais).
- Prix de la meilleure musique au festival Crash Test 2020.